# Nyhetsbyrån Siren
Nyhetsbyrån Siren är en svensk nyhetsbyrå som bevakar svenska myndigheter. Materialet publiceras i tidningar och andra massmedier, eller används för internt bruk inom vissa myndigheter. Siren grundades 2001 och är idag en bifirma till Panoptes Sweden AB. Vd är Matti Larsson.

## Verksamhet
Siren är sedan många år den dominerande aktören inom sitt bevakningsområde. Varje dag skickar redaktionen ut 3000 nyhetsunderlag till olika redaktioner i Sverige. Sirens nyheter når i princip alla svenska aktörer inom dagspress, radio och television och är en viktig källa i svenska mediers arbete. Varannan sekund laddar en kund ner en nyhet med Siren som källa (2011). Nyhetsbyrån bevakar regelbundet diarierna vid cirka 200 myndigheter, till exempel domstolar och statliga verk, och sprider sedan vidare ett urval av olika typer av allmänna handlingar.

### Metod
Nyhetsbyrån Siren arbetar mycket med robotjournalistik. Redaktionen använder sig bland annat av den egenhändigt framtagna nyhetsroboten Robotea, som sorterar, skriver och skickar ut nyheter.

## Uppmärksammade publiceringar
Sommaren 2017 väckte nyhetsbyrån uppmärksamhet genom att ta fram det strafföreläggande som utlöste IT-skandalen på Transportstyrelsen. Dokumentet om strafföreläggandet begärdes ut av Siren, som lade in det i arkivet Acta Publica och skickade ut det till sina kunder. Dokumentet avslöjade att Transportstyrelsens sparkade generaldirektör hade röjt hemliga uppgifter.

## Priser
År 2011 belönades den dåvarande chefredaktören Matti Larsson och nyhetschefen Samuel Inghammar med ett hedersomnämnande av Föreningen Grävande Journalister för nyhetsbyråns politiska bevakning, inför valet 2010.
Nyhetsbyrån Siren har även varit nominerad till några journalistiska priser. År 2015 var Sirens valbevakning ett av de fem nominerade bidragen till det nordiska datajournalistikpriset Noda Awards, för granskningen “Den politiska klassen”. 2017 nominerades Sirens Martin Fredriksson, Ulf Fahlén, Emma Boëthius, Matti Larsson och Johanna Hovnert till Stora journalistpriset, för nyhetsroboten Robotea. 2018 nominerades nyhetsbyrån i två kategorier inför Årets dagstidning, som Årets redaktion, och för Årets idé, med Robotea.

## Priset Årets registratur
Siren delade åtta gånger ut priset Årets registratur, för att lyfta fram goda exempel på hur myndigheter följer offentlighetsprincipen. Pristagare:
- 2008: Socialstyrelsen
- 2009: Arbetsmiljöverket
- 2010: Hovrätten för Nedre Norrland
- 2011: Justitieombudsmannen
- 2012: Förvaltningsrätten i Stockholm
- 2013: Konsumentverket
- 2014: Skatteverket
- 2015: Svea hovrätt